# Siedlakowice

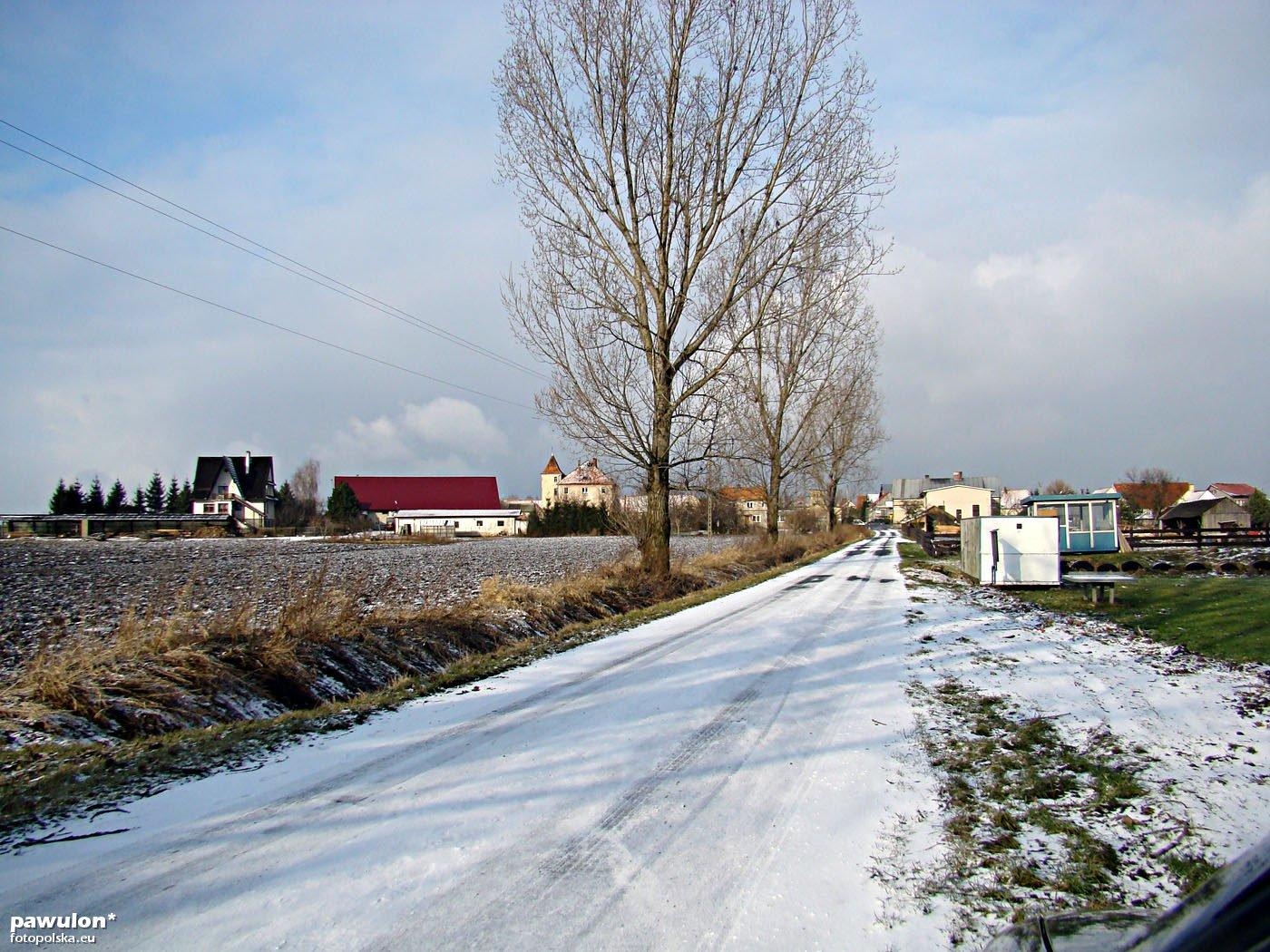
Siedlakowice

Siedlakowice (deutsch Schiedlagwitz, 1937–1945 Siedlingen) ist ein Dorf in der Stadt- und Landgemeinde Sobótka (Zobten), im Powiat Wrocławski (Kreis Breslau) der Woiwodschaft Niederschlesien in Polen.

## Lage
Siedlakowice liegt ca. 25 Kilometer südwestlich von Breslau. 

## Geschichte
1318 erwähnt das Zinsregister des Erzpriesters Gabriel von Rimini erstmals einen Rector ecclesie in Zedlacowicz. Als eines der ältesten verbrieften Besitzer gelten die von Mühlheim. Laut Urkunde des Breslauer Herzogs Heinrich VI. vom 3. November 1327 verkaufte Hedwig, Witwe des Breslauer Bürgers Heidenreich von Molheym, das Dorf Schiedlagwitz an den Breslauer Bürger Johann Plesslini. Später gehörte Schiedlagwitz bis zur Säkularisation dem Domstift.
Nach dem Ersten Schlesischen Krieg fiel Schiedlagwitz mit dem größten Teil Schlesiens an Preußen. Die alten Verwaltungsstrukturen wurden aufgelöst und Schiedlagwitz in den Landkreis Breslau eingegliedert, mit dem es bis zu seiner Auflösung 1945 verbunden blieb. 1845 zählte das Dorf 32 Häuser, eine Erbscholtisei, vier Bauern, drei Freigärtner, fünf Dreschgärtner, vier Freihäusler und eine Ackerparzelle, die auch als schwarze Quere bezeichnet wurde, 282 Einwohner (106 katholisch und der Rest evangelisch), evangelische Kirche zu Rankau, katholische Kirche zu Sachwitz, eine Begräbniskapelle in der gelegentlich Gottesdienst stattfand, ein Wirtshaus und fünf Handwerker. 1937 wurde Schiedlagwitz in Siedlingen umbenannt. 
Als Folge des Zweiten Weltkriegs fiel Siedlingen mit dem größten Teil Schlesiens 1945 an Polen. Nachfolgend wurde es in Siedlakowice umbenannt. Die deutsche Bevölkerung wurde – soweit sie nicht schon vorher geflohen war – vertrieben. Die neu angesiedelten Bewohner stammten teilweise aus Ostpolen, das an die Sowjetunion gefallen war. Von 1975 bis 1998 gehörte Siedlakowice zur Woiwodschaft Breslau.

## Sehenswürdigkeiten
- Römisch-katholische Kirche Zur Schmerzhaften Muttergottes und St. Anna, vormals Begräbniskapelle.
- Schloss Schiedlagwitz aus der Wende vom 19. zum 20. Jahrhundert.[4]